# Сена, Жозе
Жозе Мануэл Мендонса Сена (порт. José Manuel Mendonça Sena; род. 13 июля 1955, Мирагая, Седофейта, Санту-Илдефонсу, Се, Мирагайа, Сан-Николау и Витория) — португальский легкоатлет, выступавший в беге с препятствиями и кроссе. Участник летних Олимпийских игр 1980 года.

## Биография
Жозе Сена родился 13 июля 1955 года в португальском районе Мирагайя в округе Порту.
Выступал в легкоатлетических соревнованиях за «Порту».
В 1980 году вошёл в состав сборной Португалии на летних Олимпийских играх в Москве. В беге на 3000 метров с препятствиями не смог завершить полуфинальный забег, хотя лидировал после первой трети дистанции.
Семь раз участвовал в чемпионатах мира по кроссу. В 1976 году в Чепстоу занял 88-е место, в 1978 году в Глазго — 96-е, в 1979 году в Лимерике — 132-е, в 1980 году в Париже — 30-е, в 1981 году в Мадриде — 66-е, в 1982 году в Риме — 31-е, в 1983 году в Гейтсхэде — 103-е.

## Личный рекорд
- Бег на 3000 метров с препятствиями — 8.28,9 (1980)[2]